# Solidaritat d'Obrers de Catalunya

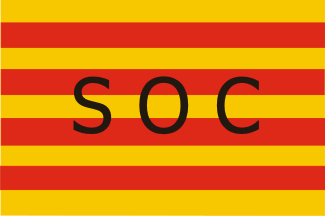
Bandera del S.O.C.

Solidaritat d'Obrers de Catalunya (Solidaridad de Obreros de Cataluña) (SOC) fue un sindicato nacionalista catalán, ya desaparecido (1958 hasta 1983). Fundado por Xavier Casassas Miralles quien fue su principal impulsor, desarrollando las funciones de secretario general y de presidente, desde 1958 hasta 1983.
El 1958 se creó el sindicato Solidaritat d'Obrers Cristians de Catalunya, sindicato católico vinculado a Unió Democràtica de Catalunya. En 1961 desapareció de su nombre la "C" de cristiano. Entonces pasó a ser el primer sindicato clandestino de Cataluña hasta las discrepancias entre radicales y moderados en 1969, manifestada en el congreso de 1970 y en el abandono del ala radical el 1971.
En 1976 a partir de sectores del SOC y de CCOO surgió el Col·lectiu d'Obrers en Lluita, vinculado al PSAN-Provisional. En 1977 fue legalizado. Poco después hubo una escisión y se creó la organización Col·lectius de Treballadors, en la órbita del PSAN.
El 1980 el SOC se unió a otros sindicatos de rama y se formó la Confederació Sindical de Treballadors de Catalunya (CSTC) de la que formaron parte SOC y Col·lectius de Treballadors principalmente. En 1983 el SOC desapareció formalmente y la CSTC ocupó definitivamente su espacio sindical.
- Datos: Q9078711